# كونفيرس (شركة أحذية)
كونفيرس (بالإنجليزية: Converse)‏ شركة أمريكية لتصنيع الأحذية نشأت عام 1908 والمالك هي شركة نايك.

## التاريخ
تأسست شركة كونفيرس للأحذية الرياضية في عام 1908 تحت مسمى ميلز كونفيرس في ولاية ماساتشوستس بالولايات المتحدة . وفي عام 1910 تم تصنيع 4000 حذاء .النماذج الرائدة للشركة هي كونفيرس ستار وللتي استعملت في البادئ في رياضة كرة السلة .
ازدادت شعبية الشركة في الولايات المتحدة عندما ارتدى لاعب كرة السلة المشهور تشاك تايلر نموذج من أحذية الشركة.حيث حمل النموذج الذي يرتديه علامة all star . وفي عام 1923 حمل شعار شركة كونفيرس توقيع الاعب تشاك تايلر.
حتى اليوم تبقى العلامة النموذجية للشركة هو تشاك تايلور أول-ستارز .
في يونيو 2003 قدمت شركت نايكي الأمريكية عرض بقيمة 269 مليون يورو للاستحواذ على شركة كونفيرس وهو ما قبلت به الشركة حيث أن مداخيل الشركة في عام 2002 لم تتعد 200 مليون دولار ما ادخلها في مشاكل مالية .
ارتفع حجم أعمال الشركة بعد انضمامها إلى شركة نايكي من 200 مليون دولار إلى 720مليون دولار.